# 资产定价基本定理
在金融经济学和数理金融学中，资产定价基本定理（fundamental theorem of asset pricing）给出了市场无套利和市场完备的充分和必要条件。套利机会是指无需初始资金且无亏损风险就可以获取收益。 虽然现实中确实存在短暂的套利机会，但这种机会稍纵即逝。任何合理的市场模型都应当满足无套利假设。  :5
资产定价基本定理的第一定理是指，市场无套利当且仅当存在一个风险中性测度与实际概率测度等价。
资产定价基本定理的第二定理是指，无套利市场是完备市场，当且仅当存在唯一的风险中性测度与实际概率测度等价。
市场完备性是指所有或有权益都可以被复制，这个性质在模型中很常见（例如布莱克-斯科尔斯模型），但它并不总被认为符合现实。